# Thomas C. Larsen
Thomas Christian Larsen (17. februar 1854 i Milbakken, Lendum Sogn – 27. december 1944 i Vrå) var en dansk politiker og minister fra Venstre.
Thomas Larsen var oprindelig smed og husmand. Han havde i 1874 bosat sig på Glimsholdt Hede i Ugilt Sogn; men i 1883 kunne han købe en større ejendom i Hørmested. Her blev han aktiv i landarbejderbevægelsen og medlem af bestyrelsen for Dansk Arbejderforbund.
I perioderne 1895-1909 og igen 1910-1920 var han medlem af Folketinget.
Han blev trafikminister (Minister for offentlige arbejder) i Ministeriet Holstein-Ledreborg 1909 og også i Ministeriet Klaus Berntsen 1910-1913.
Fra 1920-1931 var han medlem af Landstinget.
Som historiker beskæftigede han sig med kulturhistorie fra Vendsyssel og udgav et anset egnshistorisk værk.